# Anna Petrus park

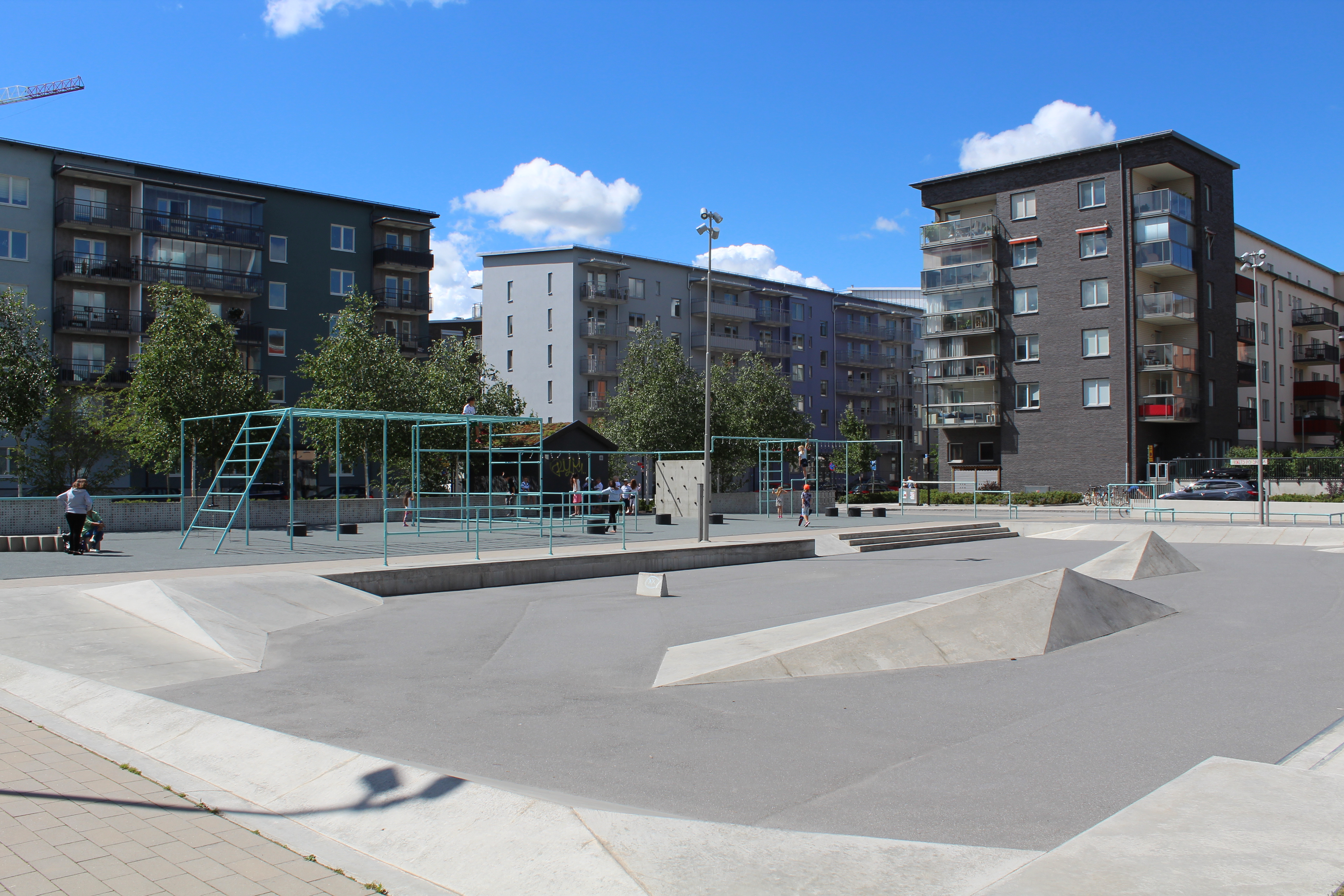
Anna Petrus park

Anna Petrus park är en park belägen i Kungsängen, Uppsala. Den färdigställdes 2014 som del omvandligen av det tidigare industriområdet och kommer att omges av bostadskvarter med inslag av handel. Parken har tre delar, en aktivitetspark avsedd för att öva parkour och skateboard och liknande i, en gräsmatta med en liten kulle, och en del med lekredskap. En fast grill finns också.
Parken är uppkallad efter Anna Petrus som föddes i Uppsala 1886.